# Lacul Băneasa
Lacul Băneasa  este un lac antropic amenajat pe râul Colentina, în București, sectorul 1, situat între lacul Grivița în amonte și lacul Herăstrău în aval. 
Are o suprafață de 40 ha, lungimea  de 3 km, lățimea între 50–400 m și o adâncime de 1–3 m, volum de 600.000 m³, debit de 2,5 m/s.

## Istoric

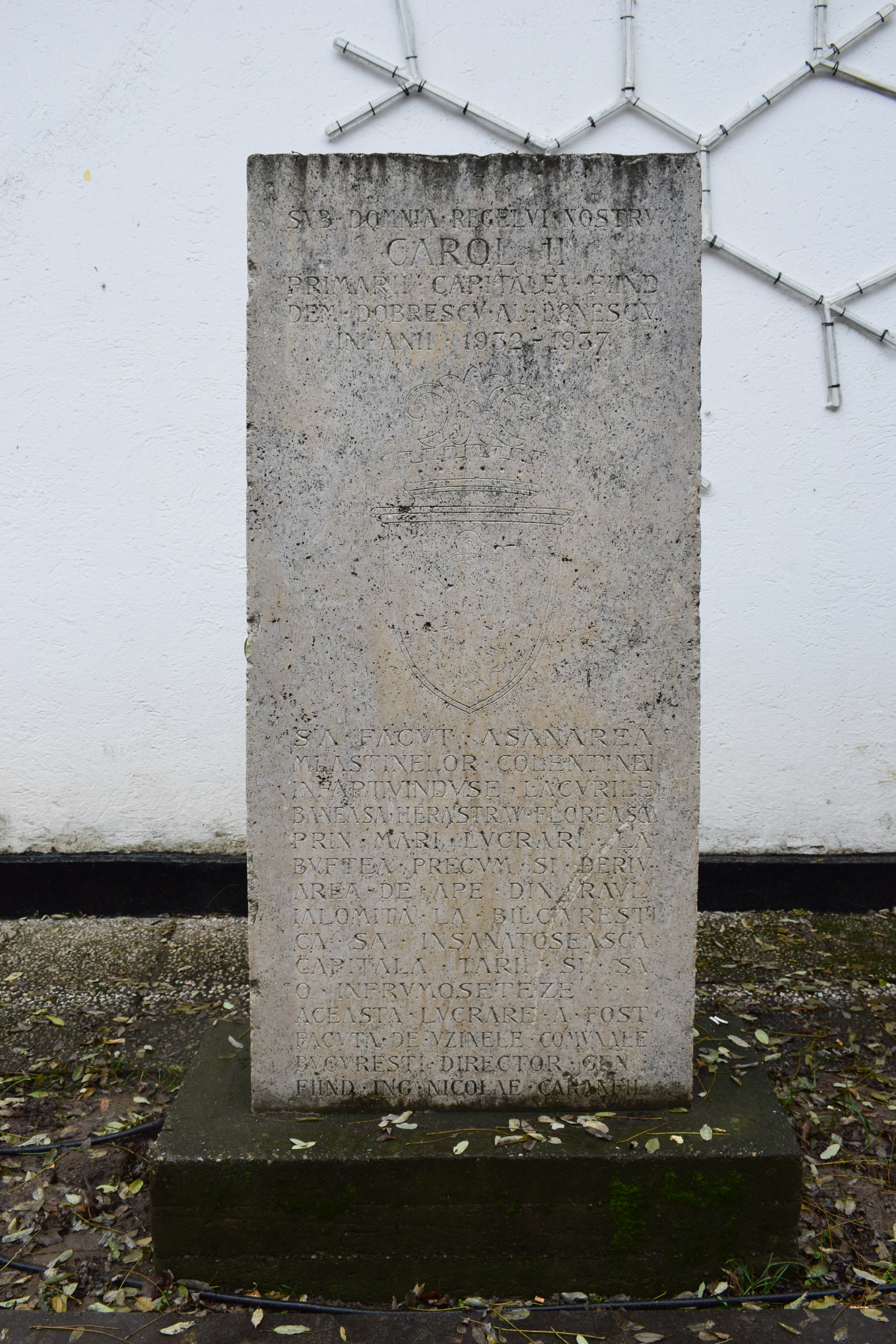
Placa memorială de la Muzeul Satului, care amintește de crearea Parcului Herăstrău, sub domnia MS Regelui Carol al II-lea.

La intrarea în Muzeul Satului din București, o placă memorială amintește de marile lucrări hidrotehnice care s-au făcut, sub domnia Majestății Sale Regelui Carol al II-lea al României,  pentru crearea Parcului Herăstrău și a întregii zone verzi din nordul Capitalei, în anii 1932-1937, sub conducerea inginerului Nicolae Caranfil. Textul spune: „Sub domnia Regelui nostru Carol II, Primarii Capitalei fiind Dem Dobrescu, Al. Donescu, în anii 1932-1937 s’a făcut asanarea mlaștinelor Colentinei, înfăptuindu-se lacurile Băneasa, Herăstrău, Floreasca, prin mari lucrări la Buftea, precum și derivarea de ape din râul Ialomița la Bilciurești, ca să însănătoșească Capitala Țării și să o înfrumosețeze. Această lucrare a fost făcută de Uzinele Comunale București, Director Gen. fiind ing. Nicolae Caranfil.”

## Calitatea apei
În urma analizelor apei efectuate de Administrația Națională Apele Romane (A.N.A.R.) și a Administrația Lacuri, Parcuri și Agrement București (A.L.P.A.B.), s-au constatat următoarele:

În lacul Băneasa pH-ul depășește ușor limitele normale, însă acesta nu reprezintă motiv de îngrijorare deoarece depășește doar cu 0,05 limita maximă. Amoniul, nitriții și nitrații se încadrează în limitele normale, însă în cazul metalelor grele se înregistrează depășiri ale limitei maxime admise în cazul cadmiului și al plumbului, zincul însă este în limite normale.  Cuprul înregistrează oconcentrație maximă de 1107  μg/l tot în martie 2007. Fosforul depășește și el limita maximă ajungând la valoarea de 7,52 mg/l. Se constată și în cazul lacului Grivița prezența enterococilor intestinali, a streptococilor fecali și a bacteriei E. coli

## Vedeți și
- Cartierul Băneasa din București